# Andrei Lavrov
Andrei Lavrov - Андрей Лавров (rus) - (Krasnodar, Unió Soviètica, 26 de març de 1962) és un jugador d'handbol rus, retirat. Al llarg de la seva carrera ha guanyat quatre medalles en el Campionat del Món d'handbol, dues d'elles d'or; així com tres medalles en el Campionat d'Europa, dues d'elles d'or.
Va néixer a la ciutat de Krasnodar, població que en aquells moments formava part de la República Socialista Federada Soviètica de Rússia (Unió Soviètica) i que avui en dia forma part de Rússia. Va participar, als 26 anys, en els Jocs Olímpics d'Estiu de 1988 celebrats a Seül (Corea del Sud) on, en representació de la Unió Soviètica, aconseguí guanyar la medalla d'or en la competició masculina d'handbol. Medalla d'or altre cop en els Jocs Olímpics d'Estiu de 1992 celebrats a Barcelona (Catalunya), si bé en representació de l'Equip Unificat, en els Jocs Olímpics d'Estiu de 1996 realitzats a Atlanta (Estats Units), sota representació aquesta vegada de Rússia, aconseguí guanyar un diploma olímpic en finalitzar cinquens. En els Jocs Olímpics d'Estiu de 2000 realitzats a Sydney (Austràlia) aconseguí guanyar una nova medalla d'or, un metall que es transformà en bronze en els Jocs Olímpics d'Estiu de 2004 realitzats a Atenes (Grècia).